# Famille Portalis
 (avril 2020).
Si vous disposez d'ouvrages ou d'articles de référence ou si vous connaissez des sites web de qualité traitant du thème abordé ici, merci de compléter l'article en donnant les références utiles à sa vérifiabilité et en les liant à la section « Notes et références ».
Pour les articles homonymes, voir Portalis.
La famille Portalis est une famille subsistante de la noblesse française, originaire d'Italie puis de Provence au xve siècle. Joseph-Marie Portalis (1778-1858), homme politique et diplomate, fut titré comte de l'Empire en 1809.

## Filiation
- Jacques Portalis (v.1570-v.1641), notaire royal à Ollioules, dont :
  - Claude Portalis (v.1590-1634), dont :
    - Pierre Portalis, bourgeois de Toulon, dont :
      - Jacques Portalis (v.1655-1737), consul de la ville de Toulon, commissaire des Guerres en Provence, anobli en mai 1723

  - Blaise Portalis (v.1600-1678), bourgeois du Beausset, dont :
    - Annibal Portalis (1620-1703), bourgeois du Beausset, dont :
      - Jean Portalis (v.1673-1751), docteur en médecine, consul du Beausset, dont :
        - Etienne Portalis (1709-1771), notaire royal au Beausset, syndic de la noblesse, professeur de droit canon, dont :
          - Jean-Étienne-Marie Portalis (1746-1807), juriste et homme politique, un des rédacteurs du Code civil, dont :
            - Joseph-Marie Portalis (1778-1858), 1er comte Portalis, homme politique et diplomate, dont :
              - Frédéric Portalis (1804-1846), magistrat et homme politique ;
              - Jean-Baptiste Harold Portalis (1810-1899), receveur général des Finances, dont :
                - Harold Portalis (1841-1917), maire d'Orléans ;
                - Stéphanie Portalis (1843-1915) ;
                - Édouard Portalis (1845-1918), journaliste et patron de presse ;
                - Joseph Portalis (1852-1932) ;

              - Joseph Ernest Portalis (1816-1891), homme politique ;
              - Jules Joseph Portalis (1822-1865), homme politique ;

          - Marie Madeleine Angélique Portalis (1748-1792), dont :
            - Paul-Thérèse-David d'Astros (1772-1851), cardinal ;
            - Marie Françoise d'Astros (1775-1838), arrière-grand-mère de l'archevêque de Chambéry Dominique Castellan (1856-1936)
            - Léon d'Astros (1780-1863), médecin et poète provençal ;

          - Jean Baptiste David Portalis (1750-1822), 1er baron Portalis, chef de la division de la comptabilité au ministère des cultes ;
          - Marie Marguerite Portalis (1763-1826), épouse Dominique Portalis (1759-1839), avocat, chef de cabinet ministériel, dont :
            - Auguste Portalis (1801-1855), magistrat et homme politique, dont :
              - Roger Portalis (1841-1912), graveur et critique d’art.

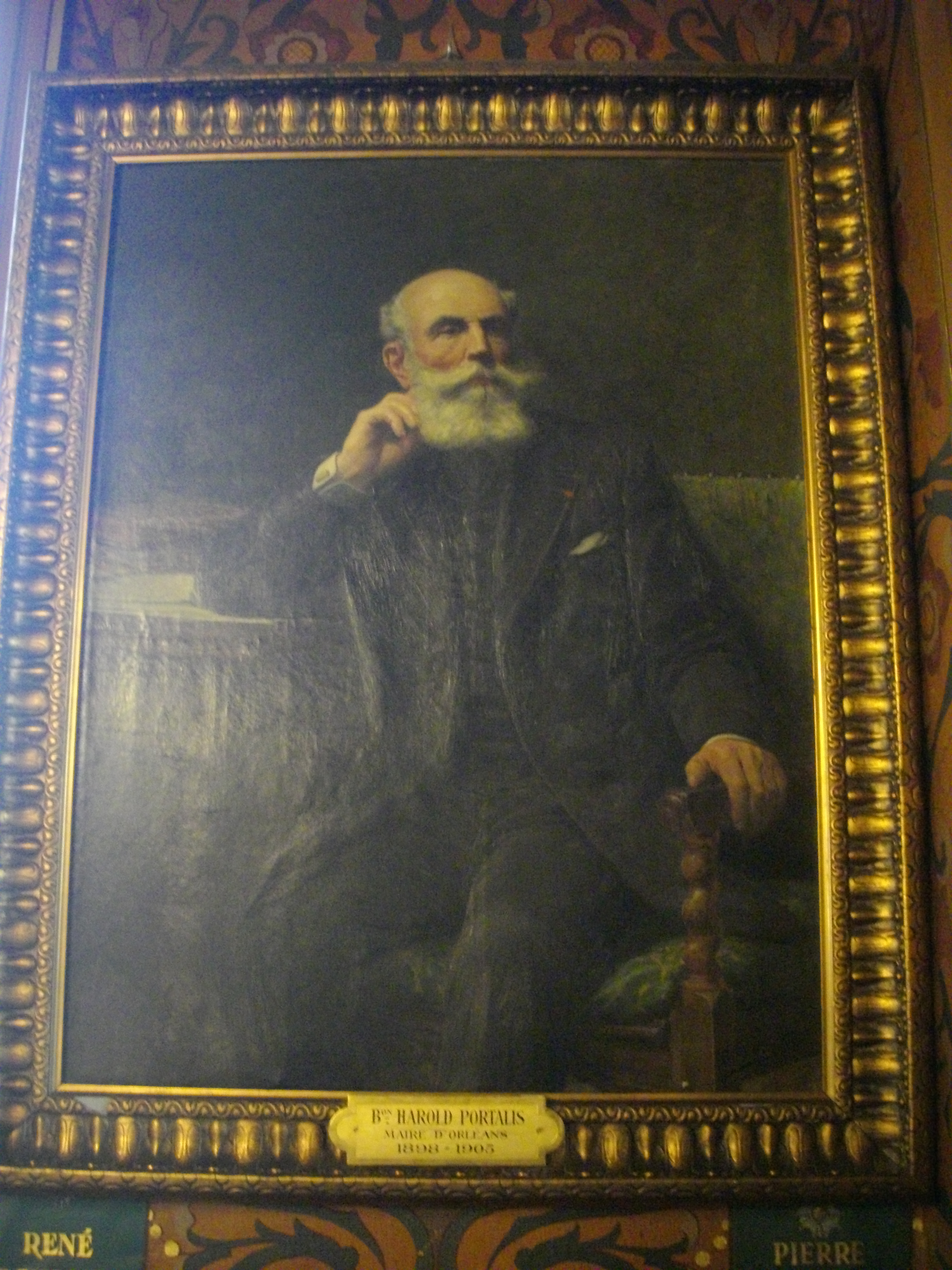
Harold Portalis, maire d'Orléans.

## Anoblissement et titres
- En mai 1723, Jacques Portalis (v.1755-1737) est anobli par Louis XV[1].
- Joseph-Marie Portalis (1778-1858) est chevalier d'Empire en 1808, comte d'Empire en 1809, pair héréditaire de France en 1819 (lettres patentes de baron-pair en 1820)[2],[3]. La branche issue de Joseph-Marie Portalis porte le titre de comte d'Empire.[réf. nécessaire]
- Jean Baptiste David Portalis (1750-1822) est baron d'Empire en 1808, puis baron héréditaire le 28 juin 1822 avec autorisation de transmission à son beau-frère[4]. La branche issue de Dominique Portalis (1759-1839), porte le titre de baron Portalis transmis par son beau-frère Jean Baptiste David.[réf. nécessaire]

## Armes et devise

### Armes
| Image | |
| ----- | --- |
|       | D'azur au portail d'or D'azur, à un portail crénelé de trois pièces d'or (alias : d'argent), maçonné de sable, sommé de trois lys de jardin au naturel, mouvant du créneau du milieu. |
|       | Branche Jacques Portalis anobli en 1723 D'azur, à une fasce d'argent acc. de trois fleurs-de-lys de jardin d'or tigées d'argent, 2 en chef et 1 en pointe,. |
|       | Blason de Joseph-Marie Portalis, 1er comte Portalis et de l'Empire, conseiller d'Etat Parti au premier d'azur à la fasce cousue de gueules chargé du signe des chevaliers légionnaires, accompagnée en pointe d'une tour ouverte crénelée de trois pièces échiquetées de sable et d'argent ; au quartier des comtes conseiller d'état brochant au neuvième de l'écu ; au second écartelé ; au premier d'argent à la fasce de gueules, au second aussi d'argent à sept billettes d'azur ; au troisième d'azur, à la chausse-trape évidée d'or ; au quatrième d'argent, au mur de sable maçonné d'or, crénelé de trois pièces. |

## Alliances
Les principales alliances de la famille Portalis sont : Harty de Pierrebourg.

### Devise
- « Je sers qui m'aime »[5],[10]

## Postérité
- Rue Portalis, à Paris.
- Institut Portalis de la faculté de droit et de science politique d'Aix-Marseille.
- Portalis, portail du justiciable du ministère de la Justice permettant aux citoyens de s'informer et de suivre leur procédure sur internet.

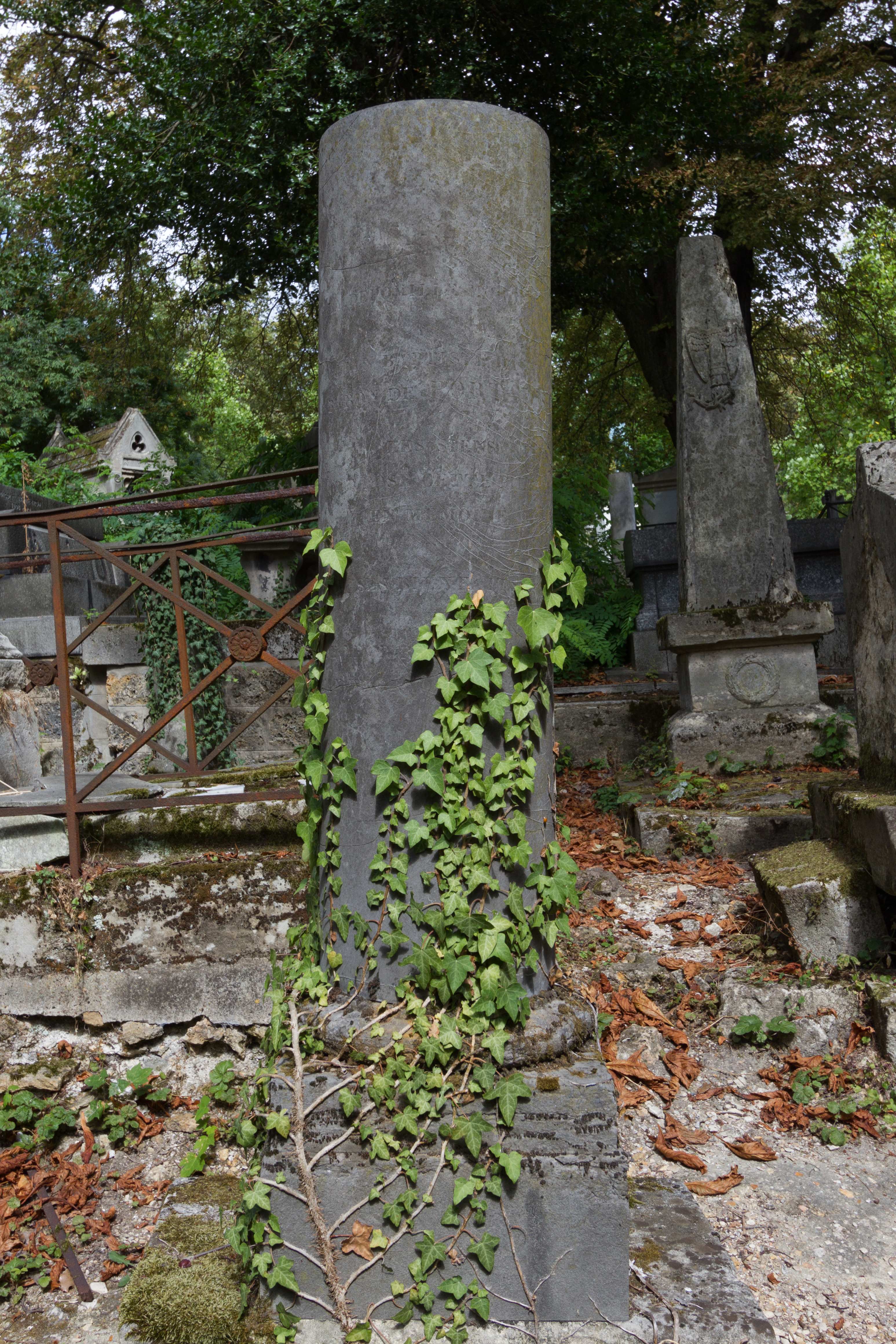
Sépulture du baron Jean-Baptiste Portalis (1750-1822) au cimetière du Père-Lachaise.
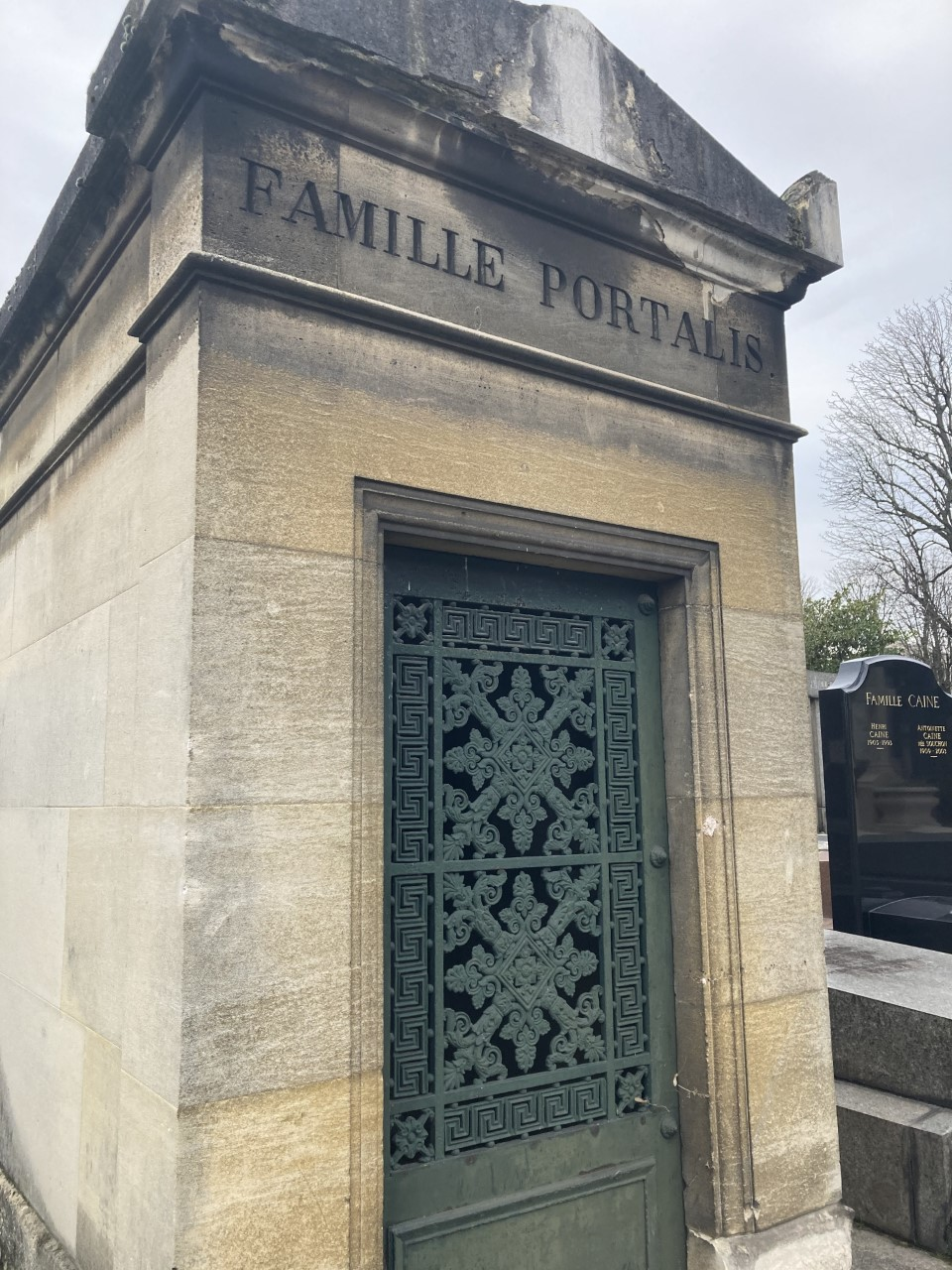
Chapelle de la famille Portalis au cimetière de Passy.
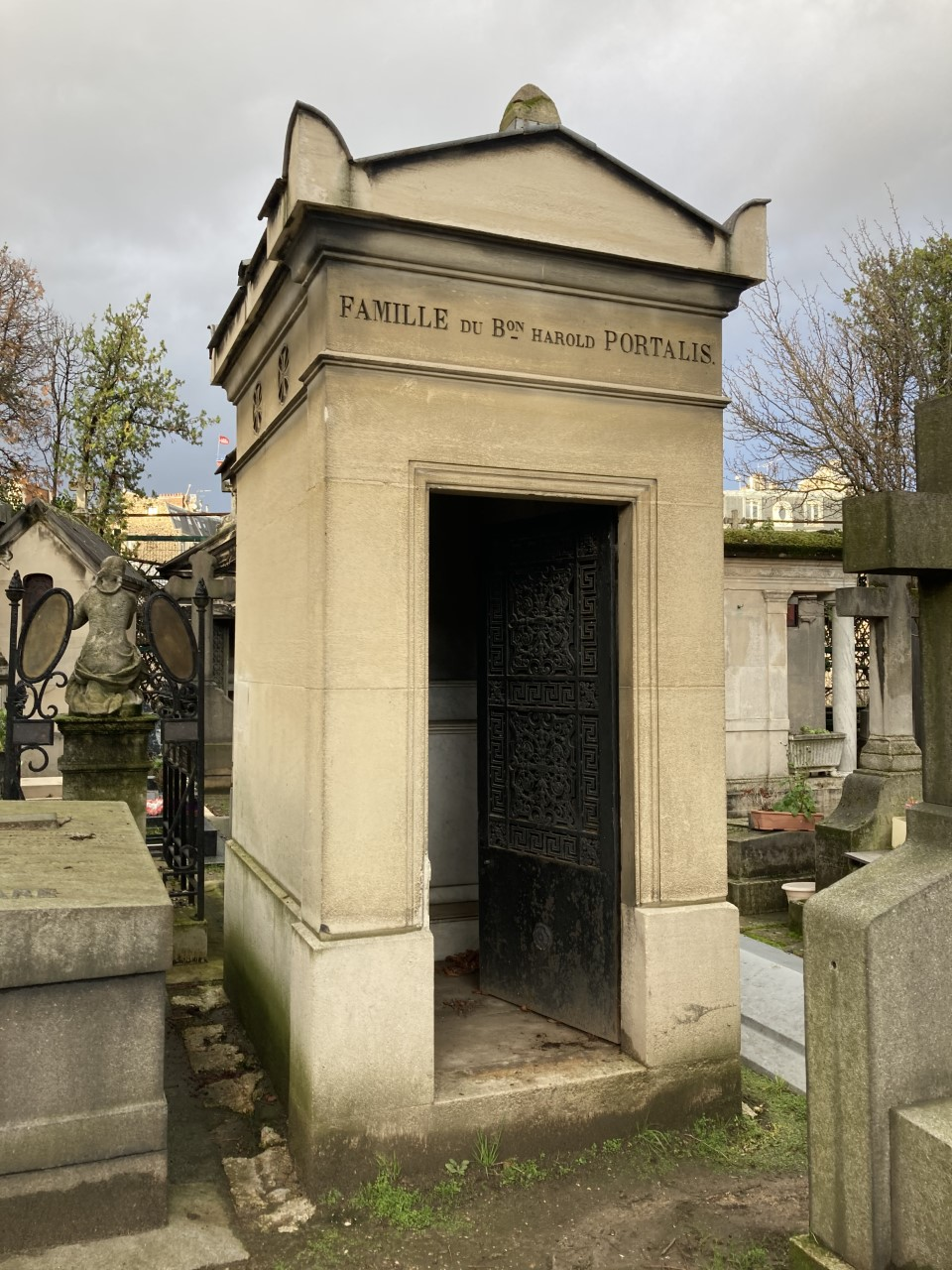
Chapelle du baron Harold Portalis (1810-1899) au cimetière de Passy.